# Leandro Barbosa
Leandro Mateus Barbosa (teils auch Leandrinho Barbosa; * 28. November 1982 in São Paulo) ist ein brasilianischer Basketballspieler. Er ist 1,92 Meter groß und wird meist auf der Position des Shooting Guards eingesetzt. 
Aktuell ist er Assistenztrainer der Golden State Warriors in der NBA, der ersten Basketball Profiliga der USA.

## Karriere

### Anfangszeit
Barbosa begann seine Profikarriere beim brasilianischen Zweitliga-Verein Palmeiras. Im Januar 2001 wechselte er dann in die erste Liga zu Bauru Tilibra, wo er in seiner ersten vollen Saison als bester Rookie des Jahres ausgezeichnet wurde. 2002/03 war er bereits der zweitbeste Scorer der Liga.

### NBA
Barbosa wurde im Draft 2003 an 28. Stelle von den San Antonio Spurs ausgewählt, aber sofort zu den Phoenix Suns weitertransferiert. Dort bekam er vor allem nach den Weggängen von Stephon Marbury und Penny Hardaway im Lauf seiner Debütsaison relativ viel Spielzeit und lief regelmäßig in der Starting Five auf, was er mit soliden Leistungen rechtfertigte.
Seit dem Wechsel von Steve Nash und Quentin Richardson 2004 zu den Suns konnte Barbosa sich jedoch nicht mehr als Stammspieler durchsetzen. Raja Bell ersetzte 2005 Richardson als Starter auf der Shooting-Guard-Position, dennoch steigerte Barbosa sich auf durchschnittlich 27,9 Minuten Einsatzzeit sowie 13,1 erzielte Punkte. 2007 wurde er mit großen Vorsprung zum NBA Sixth Man of the Year gewählt. Obwohl Barbosa in nur 18 seiner 80 Saisonspiele von Beginn an auflief, erzielte er durchschnittlich 18,1 Punkte und 4,0 Assists pro Spiel. 2010 erreichte er mit den Suns die Western-Conference-Finals.
Anschließend wechselte Barbosa zu den Toronto Raptors. Im Zuge des Lockouts 2011 unterschrieb einen Vertrag bei Flamengo Rio de Janeiro. Nach dem Ende des Lockouts kehrte er zu den Toronto Raptors zurück. Im März 2012 wurde er gegen einen Zweitrunden Draft-Pick zu den Indiana Pacers transferiert.
Zur Saison 2012/2013 erhielt Barbosa keinen neuen Vertrag bei den Pacers und war zunächst vereinslos. Im Oktober 2012 schloss er sich schließlich den Boston Celtics an. Dort erhielt er einen Vertrag bis 2013. Am 11. Februar riss Barbosa sich bei einem Spiel gegen die Charlotte Bobcats das Kreuzband und fiel den Rest der Saison aus. 
Im Februar 2013 wurden er und Jason Collins für Jordan Crawford zu den Washington Wizards abgegeben.
Die Saison 2013/2014 verbrachte Barbosa bei seinem ehemaligen Team Phoenix Suns und konnte dort durch solide Leistungen erneut auf sich aufmerksam machen. Nach Ablauf seines Vertrages wechselte er daraufhin im Sommer 2014 zu den Golden State Warriors, mit denen er in der Saison 2014/15 den Titel gewann. 

### Brasilianische Nationalmannschaft
Barbosa kam bereits bei der WM 2002 zum Einsatz, bei der Brasilien das Viertelfinale erreichte. Bei der Amerikameisterschaft 2005, die Brasilien als Sieger beendete, wurde Barbosa ins All-Tournament-Team gewählt und traf allein im letzten Viertel des Finalspiels 5 Würfe von jenseits der Dreipunktelinie. 
Nach dem enttäuschenden Vorrunden-Aus bei der WM 2006 führte Barbosa Brasilien bei der Amerikameisterschaft 2007 als Topscorer ins Halbfinale. Zwei Jahre später gewann Brasilien bei der Amerikameisterschaft 2009 den Titel, Barbosa selbst war zweitbester Scorer des Turniers. 
Bei der Weltmeisterschaft 2010 erreichte Barbosa mit Brasilien das Achtelfinale. Nach Erreichen des Finals bei der Amerikameisterschaft 2011 nahm er 2012 erstmals an Olympischen Spielen teil.